# Monica Staggs
Pour les articles homonymes, voir Staggs.
Monica Staggs, née le 24 février 1970 à Boulder, au Colorado, est une cascadeuse et actrice américaine. En tant que doublure et coordinatrice de cascades, elle a une importante filmographie à son actif. En 2005, elle a été distinguée aux côtés de Zoe Bell par deux Taurus World Stunt Awards, pour sa double performance (meilleure cascadeuse et meilleur combat) dans Kill Bill (volume 2)  de Quentin Tarantino. Monica Staggs est membre de la Stuntwomen's Association of Motion Pictures.

## Filmographie sélective
- 1998 : Star Trek : Insurrection
- 1998 : La Mutante II : doublure de Natasha Henstridge (Eve)
- 2000 : Charlie et ses drôles de dames (Charlie Angels) : doublure de Cameron Diaz (Nathalie Cook)
- 2003 : Kill Bill (volume 1) : doublure de Daryl Hannah (Elle Driver)
- 2004 : Kill Bill (volume 2) : doublure de  Daryl Hannah (Elle Driver)
- 2004 : Double Dare : Monica Staggs
- 2007 : Howard Stern on Demand : Monica Staggs
- 2007 : Boulevard de la mort : Lanna Frank
- 2019 : Once Upon a Time in Hollywood : Connie

## Distinctions
- Taurus World Award 2005 : Meilleur combat (avec Zoe Bell) dans Kill Bill (volume 2)
- Taurus World Award 2005 : Meilleure cascadeuse (avec Zoe Bell) dans Kill Bill (volume 2)